# The Blackout (película de 2019)
The Blackout (originalmente en ruso: Аванпост, romanizado: Avanpost, lit. «puesto avanzado») es una película de acción y ciencia ficción producida en Rusia y dirigida por Egor Baranov. Se estrenó en Rusia el 21 de noviembre de 2019. 

## Argumento
En un futuro próximo, la comunicación entre la mayor parte del planeta se ha detenido abruptamente sin motivos conocidos, parece que ha sucedido una catástrofe desconocida. Sin embargo, una parte de Europa del Este ha sobrevivido: Moscú además de otras ciudades en los estados bálticos, Ucrania y Finlandia. Esta región en forma de anillo se ha denominado como «el círculo de la vida». Los habitantes han formado una nueva frontera con un sistema perímetral defensivo y han enviado grupos de reconocimiento al exterior de este. Descubren que la Tierra ha sido atacada y como resultado casi toda la vida ha muerto. Para intentar acabar con la amenaza misteriosa se moviliza a un ejército para ir más allá del perímetro.

## Actores
- Pyotr Fyodorov
- Alekséi Chádov
- Lukerya Ilyashenko
- Filipp Avdeev
- Svetlana Ivanova

## Banda sonora
Mike Shinoda del grupo musical Linkin Park ha creado el single «fine» para el tema principal de la banda sonora de la película.

## Estreno
En su estreno en el primer fin de semana en Rusia, del 21 al 24 de noviembre, quedó en segunda posición después de Ford v Ferrari. Se estrenó en 1789 salas de cine de todo el país y recaudó 88.771.318 rublos o casi 1.400.000 dólares. Un día después, se estrenó en Lituania en cuatro salas de cine.